# Instytut Wina Porto
Instytut Wina Porto (por. Instituto dos Vinhos do Douro e Porto, wcześniej Instituto do Vinho do Porto) – portugalski organ państwowy, podlegający Ministerstwu Rolnictwa, powołany 6 listopada 2003 w celu niesienia pomocy producentom oryginalnego wina porto i douro. Zadaniem IVDP jest kontrola produkcji, jakości, a także eksportu, tych dwóch gatunków wina.